# Johannes XII
Johannes XII, född Octavianus omkring år 937 i Rom, död där 14 maj 964, var påve från den 16 december 955 till sin död den 14 maj 964. 

## Biografi
Ottaviano var brorson till påve Johannes XI, samt son till Alberik II, som han som sextonåring efterträdde som patricier av Rom, och Alda av Vienne. Fadern Alberik var efter att han störtat sin mor Marozia 932 Roms absoluta härskare, och före sin död 954 såg han till att den romerska adeln avlagt en ed i Peterskyrkan att hans son Ottaviano skulle bli vald till påve vid nästa vakans. När påve Agapetus II avled var Ottaviano bara 18 år, och valdes till att bekläda den Heliga stolen den 16 december 955, varvid han antog namnet Johannes XII. Detta är andra gången i påvelängden som någon antar ett påvenamn; den förste var Johannes II.
I Johannes samlades för första gången den adliga och den världsliga makten i en person. När han råkade i strid med kung Berengar II bad han den tyske kejsaren Otto I om hjälp. Den 2 februari 962 kröntes Otto till tysk-romersk kejsare, och tio dagar senare blev Otto garant för Kyrkostatens självständighet genom Diploma Ottonianum. 
När kejsaren lämnat Rom och återerövrat territoriet från Berengar, blev Johannes orolig över den tyske kejsarens makt och tog kontakt med magyarerna och Bysans för att förena sig mot Otto; men i november 963 återvände Otto till Rom. 
Samtida biskopar påstod att det påvliga palatset under Johannes XII:s tid blev en plats för rummel och dryckeslag, simoni samt orgier. Han anklagades öppet för detta av en synod om 50 biskopar den 6 november 963, anklagad därtill för mord, incest och äktenskapsbrott. När han vägrade förklara sig, utan istället exkommunicerade deltagarna i synoden, utnämnde biskoparna lekmannen Leo VIII till ny påve. När Otto sedan lämnade Rom, utbröt inbördeskrig mellan Johannes XII:s och Leo VIII:s anhängare. Innan Otto kunde återvända till Rom ännu en gång avled Johannes XII, år 964; på vilket sätt är inte helt klart. Enligt ryktet avled han åtta dagar efter ett paralytiskt anfall han fått under akten vid ett äktenskapsbrott.